# Luojiang, Deyang
Luojiang, tidigare stavat Lokiang, är ett härad som lyder under Deyangs stad på prefekturnivå i Sichuan-provinsen i sydvästra Kina.